# Hydromys shawmayeri
Hydromys shawmayeri е вид гризач от семейство Мишкови (Muridae). Видът не е застрашен от изчезване.

## Разпространение
Разпространен е в Папуа Нова Гвинея.

## Описание
На дължина достигат до 13,2 cm.
Популацията на вида е стабилна.